# Eatonina ochroleuca
Eatonina ochroleuca is een slakkensoort uit de familie van de Cingulopsidae. De wetenschappelijke naam van de soort is voor het eerst geldig gepubliceerd in 1869 door Brusina.